# Frédéric Boissonnas

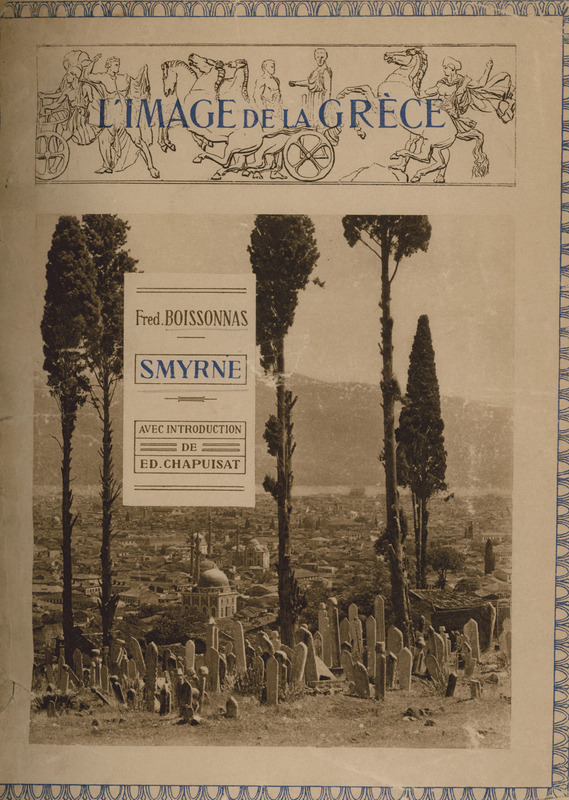
Frédéric Boissonnas: Titulní strana L'Image de la Grèce, 1919

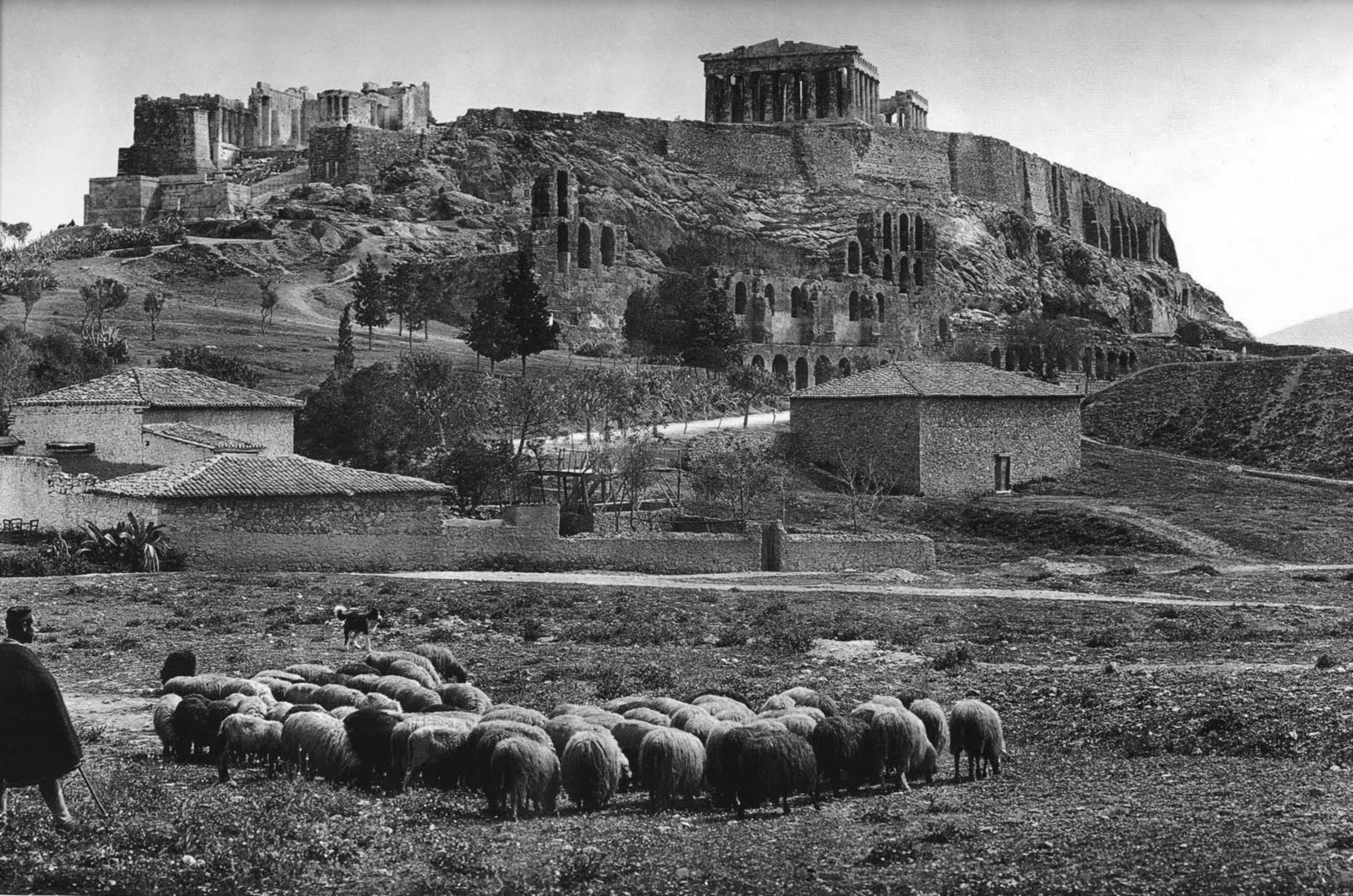
Akropole v Athénách, 1903

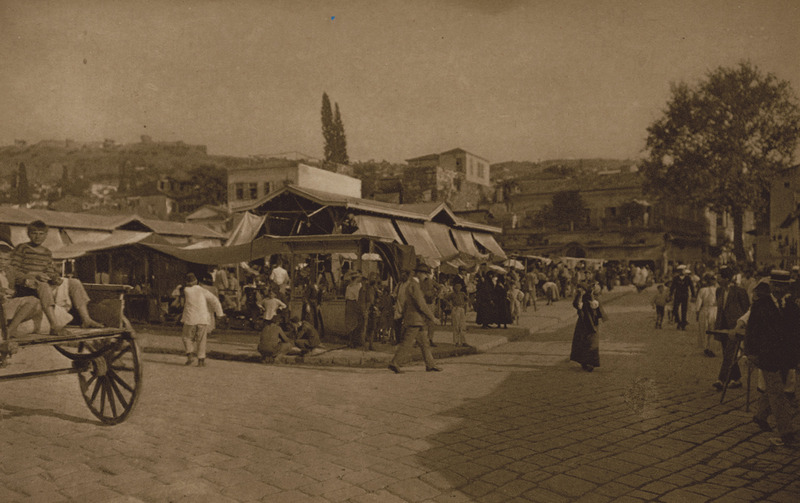
Trh, Smyrna, 1919

François-Frédéric Boissonnas (18. června 1858 – 17. října 1946), známý jako Fred Boissonnas, byl švýcarský fotograf z Ženevy. Jeho práce je považována za zásadní pro vývoj fotografie v Řecku na počátku 20. století.

## Životopis
Boissonnasův otec, Henri-Antoine (1833–1889), založil v roce 1864 v Ženevě fotografické studio a v roce 1865 převzal studio Auguste Garcin na náměstí Bel-Air. V roce 1872 se usadil se svou rodinou v budově čp. 4 quai de la Poste.
Frédéric provozoval rodinné studio od roku 1887 do roku 1920. Měl nejméně sedm dětí, včetně Edmonda Edouarda (1891–1924), Henriho-Paula (1894–1966) a Paula (1902–1983). V roce 1901 navázal partnerství s André Taponierem a založil studio v Paříži na rue de la Paix čp. 12.
Mezi lety 1907 a 1919 podnikl několik výletů do Řecka, včetně výletu v roce 1913 se švýcarským historikem a spisovatelem Danielem Baud-Bovym, se kterým vytvořil první známý výstup na horu Olymp, spolu s Řekem Christosem Kakalosem. V roce 1919 založil nakladatelství Boissonnas SA a vrátil se do Řecka i se svým synem Edmondem-Edouardem. Ve 20. letech 20. stioletí se přestěhoval do Paříže.
Jeho nejstarší syn, Edmond-Edouard, ho následoval v provozování ateliéru v roce 1920, ale náhle zemřel v roce 1924. Třetí Frédéricův syn, Henri-Paul, provozoval studio v letech 1924 až 1927, kdy se věnoval restaurování umění. Sedmý syn Paul provozoval studio až do roku 1969, kdy jej svěřil svému zeti Gadu Borelovi (*1942). Švýcarská fotografka Sabine Weiss se v ateliéru učila fotografovat v letech 1942–1946. Studio bylo uzavřeno v roce 1990.

## Řecko
V letech 1903 až 1933 podnikl Boissonnas několik cest do Řecka, kde systematicky dokumentoval zemi na krajinářských fotografiích, pořízených ve všech koutech země odrážející jeho kontinuitu od starověku až po současnost. Procestoval Peloponés, Krétu, ostrovy, Ithaku, horu Athos atd. Na jedné řecké expedici s krajanem historikem umění Danielem Baudem-Bovym uskutečnil Boissonnas 2. srpna 1913 první zaznamenaný novodobý výstup na horu Olymp, za pomoci lovce divokých koz z Litochora, Christose Kakkalose.
Celkem Boissonnas vydal 14 fotoalb věnovaných Řecku, z nichž mnohé patří do tematické série nazvané L'image de la Grece („Obraz Řecka“), jeho snímky rozhodujícím způsobem přispívají k identitě Řecka v Evropě. propagaci země jako turistické destinace, ale také její politickou situaci. Jeho fotografie archeologických nalezišť tvoří 20 % jeho celkové řecké série. Navštívil Akropoli, Delfy, Olympii, Dodoni, Knossos, Délos a mnoho dalších míst, poskytujících rozsáhlé ikonografické panorama klasických řeckých starožitností. V roce 1923 použil Le Courbusier Boissonnasovy fotografie Parthenonu ve své knize Vers un architecture.
Daniel Baud-Bovy psal o dalších ambicích jejich spolupráce na těchto publikacích;
"Řecko bylo po mnoho let považováno za jednu z těchto mrtvých hvězd, jejichž paprsky k nám zasahují z minulých staletí. Je třeba vinit archeology nebo historiky umění. Neviděli nic jiného než ruiny... Naším plánem bylo zabývat se nejen leskem starověkých památek, ale také znovu prožít krajinu, která je obklopuje, lidi, kteří jsou jejich každodenními svědky."

Boissonnas, který se zajímal nejen o dokumentaci lokality, se také zaměřoval na interpretaci řecké krajiny v kombinaci klasické antiky s provinčním řeckým folklórem prostřednictvím asociací přírodních a kulturních prvků pečlivě komponovaných a v nejlepším rozptýleném světle. Mimochodem pořídil pět set fotografií automatických tanců mladé ženy známé jako 'Magdeleine G' v Parthenonu v antickém kostýmu, které byly pověřeny ilustrováním knihy hypnotizéra Émile Magnina L’Art et l’Hypnose, a později obdivován surrealisty. Jeho poslední fotoalbum o Řecku vydané v roce 1933 se jmenovalo 'Following the ship of Ulysses', které se snažilo rekonstruovat epos a symbolickým způsobem šířit řeckou kulturu po celé Evropě. Fotografie byly doplněny úryvky z Homérovy Odyssey.

## Publikace
- Atakişi, Tufan; BOISSONNAS, FRÉDÉRIC, 1858-, (PHOTOGRAPHER.); BOISSONNAS, HENRI-PAUL, 1894-1966, (PHOTOGRAPHER.); BOISSONNAS, EDMOND, (PHOTOGRAPHER.). Fred, Edmond, Hanri Boissonnas ve İzmir. 1. basım. vyd. [s.l.]: İzmir Atadost Yayınları ISBN 978-975-8501-39-7.
- Boissonnas, Frédéric; BADDELEY, ORIANA, 1954-; ORTHODOXON KENTRON TOU OIKOUMENIKOU PATRIARCHEIOU (CHAMBÉSY, SWITZERLAND); MUSÉE D'ART CHRÉTIEN DU PARTRIARCAT ŒCUMÉNIQUE. Les expeditions de Sinai de Fred Boissonnas: 1929-1933. [s.l.]: Musée d'art chrétien ISBN 978-0-9558628-2-3.
- Collignon, Maxime; BOISSONNAS, FRÉDÉRIC, 1858-; MANSELL, W.A. & CO. Le Parthénon; l'histoire, l'architecture et la sculpture. [s.l.]: C. Eggimann Dostupné online.
- Thibaudet, Albert; BOISSONNAS, FRÉDÉRIC; LIGARAN. L'Acropole : Illustré de quarante-sept photographies de Fred Boissonnas. [s.l.]: Primento Digital Publishing ISBN 978-2-335-16969-0.
- Fatio, Guillaume; BOISSONNAS, FRÉDÉRIC, 1858-. La campagne genevoise d'après nature. [s.l.]: Slatkine ISBN 978-2-05-100250-9.
- Boissonnas, Frédéric; BAUD-BOVY, DANIEL, B. 1870. Salonique, la ville des belles églises. [s.l.]: F. Boissonnas Dostupné online.
- Boissonnas, Frédéric; BAUD-BOVY, DANIEL, B. 1870. L'Épire, berceau des Grecs. [s.l.]: F. Boissonnas et Cie Dostupné online.
- Baud-Bovy, Daniel; HARDY, CHARLES FREDERICK, (TR.); BOISSONNAS, FRÉDÉRIC, 1858-, (JOINT AUTHOR.). In Greece : journeys by mountain and valley. [s.l.]: Éditions d'art F. Boissonnas Dostupné online.
- Bérard, Victor; BOISSONNAS, FRÉDÉRIC, B. 1858, (ILL.). Dans le sillage d'Ulysse. [s.l.]: A. Colin Dostupné online.
- Roussel, Pierre; BOISSONNAS, FRÉDÉRIC, 1858-. Délos. [s.l.]: Société d'édition "Les Belles lettres," Dostupné online.
- Kōnstantinidēs, Giannēs; BOISSONNAS, FRÉDÉRIC, 1858-; BAUD-BOVY, DANIEL, B. 1870. Thessalonikē : 1913 + 1919. [s.l.]: Laographiko kai Ethnologiko Mouseio Makedonias, Ekdoseis Diagōniou Dostupné online.

## Galerie

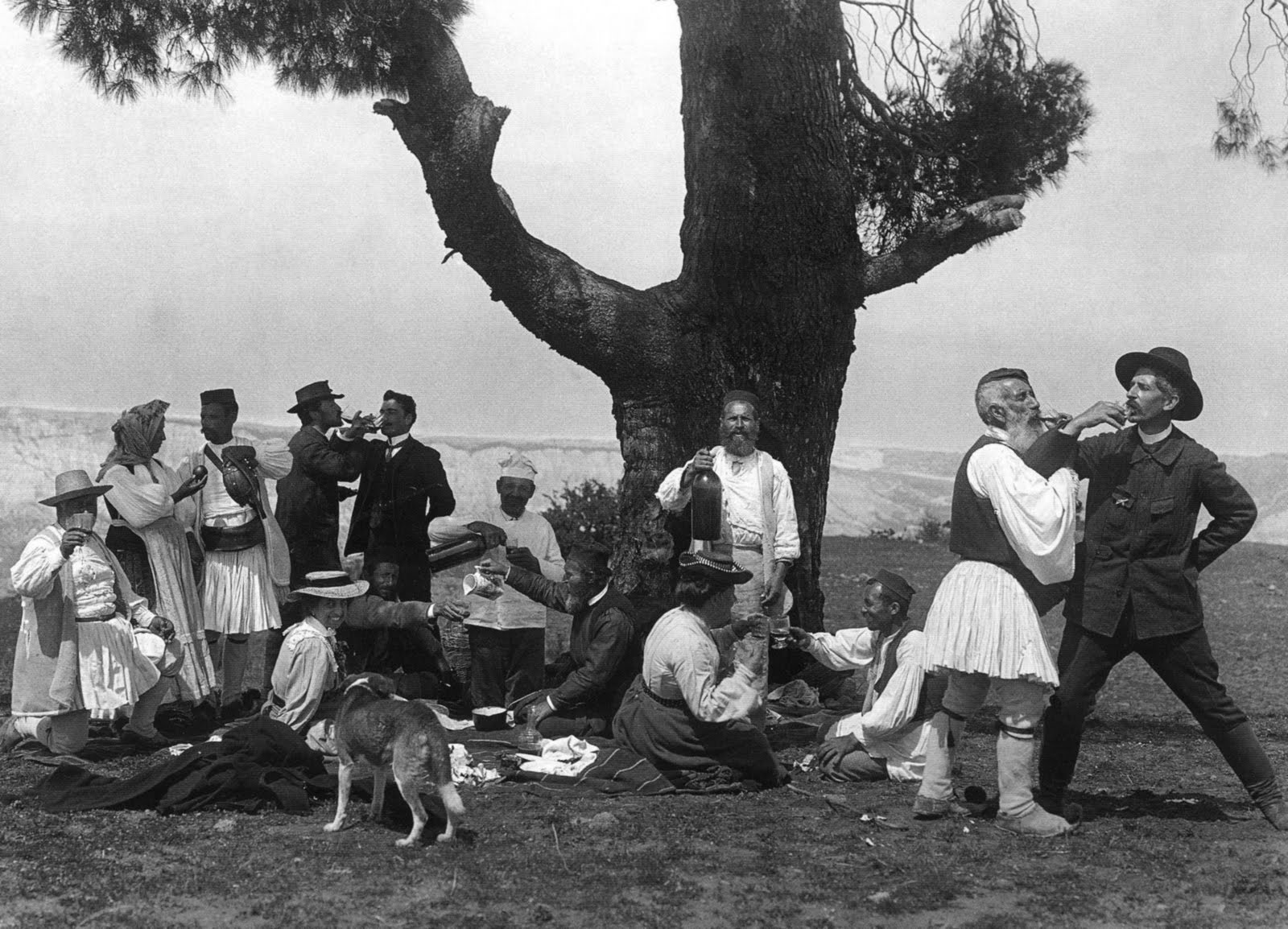
Pití vína v obci Zemeno, Korinthie, asi 1903
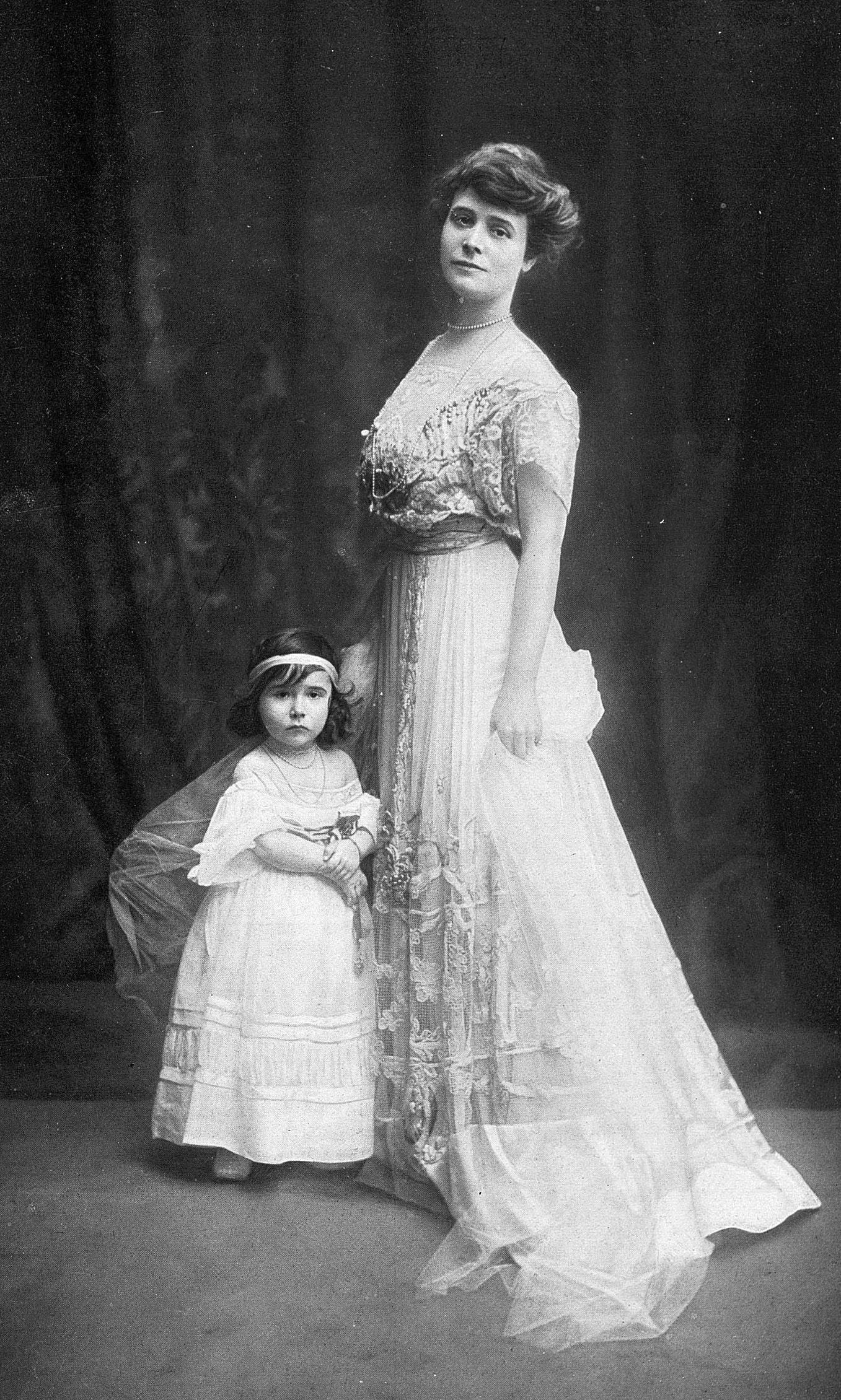
Louise Chéruit a dcera Jacqueline
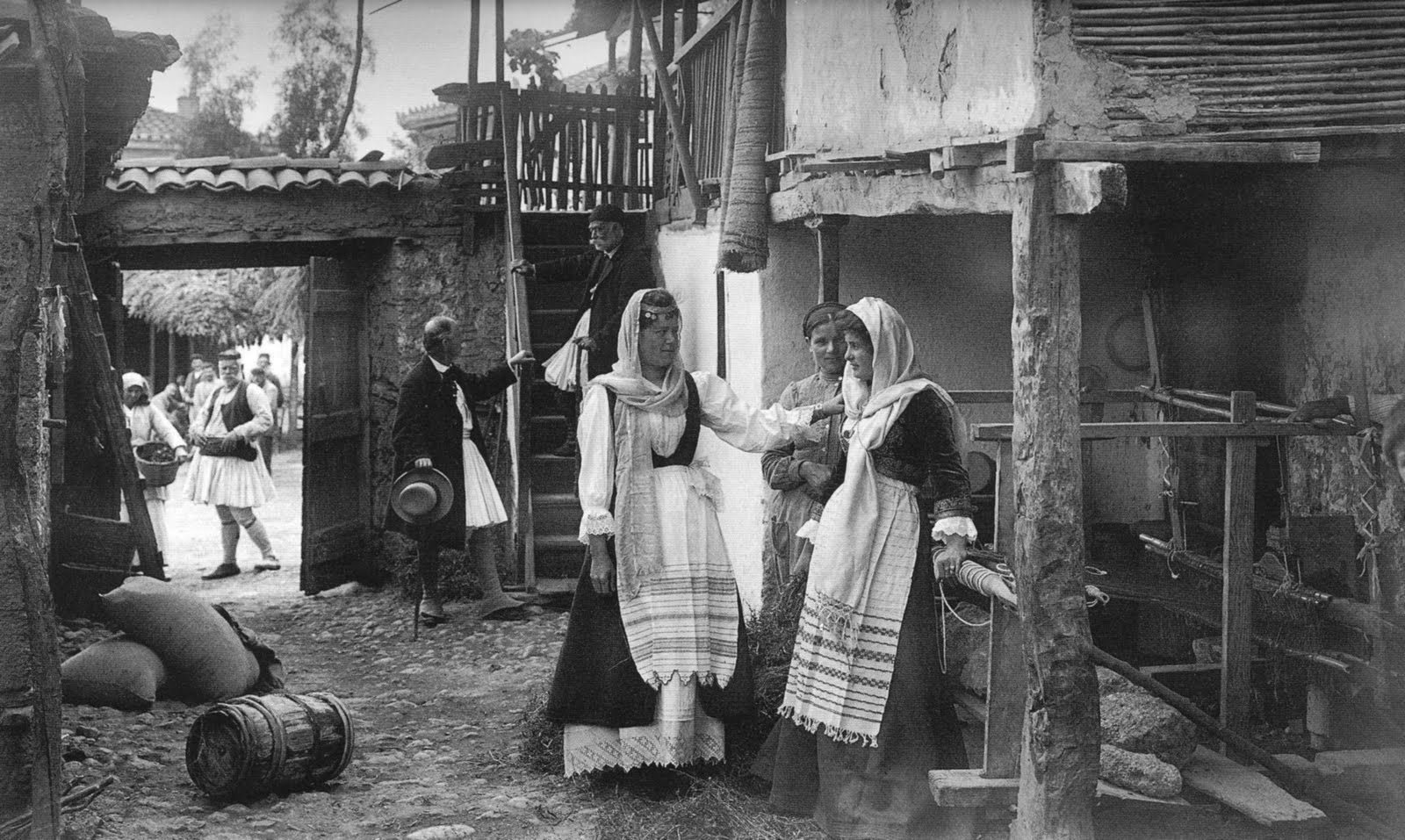
Loděnice Akrata, Achaea, asi 1903
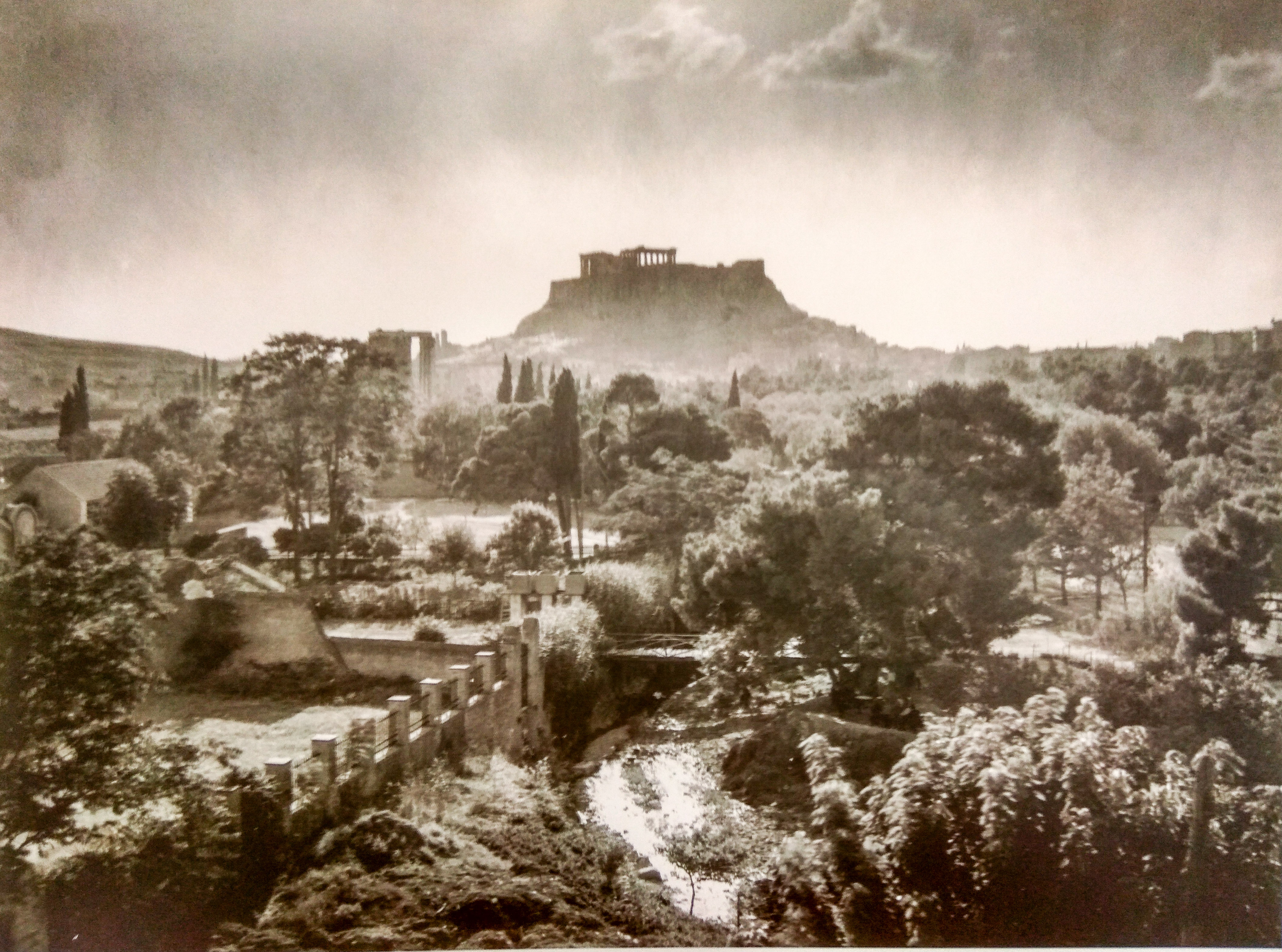
Akropole v Athénách
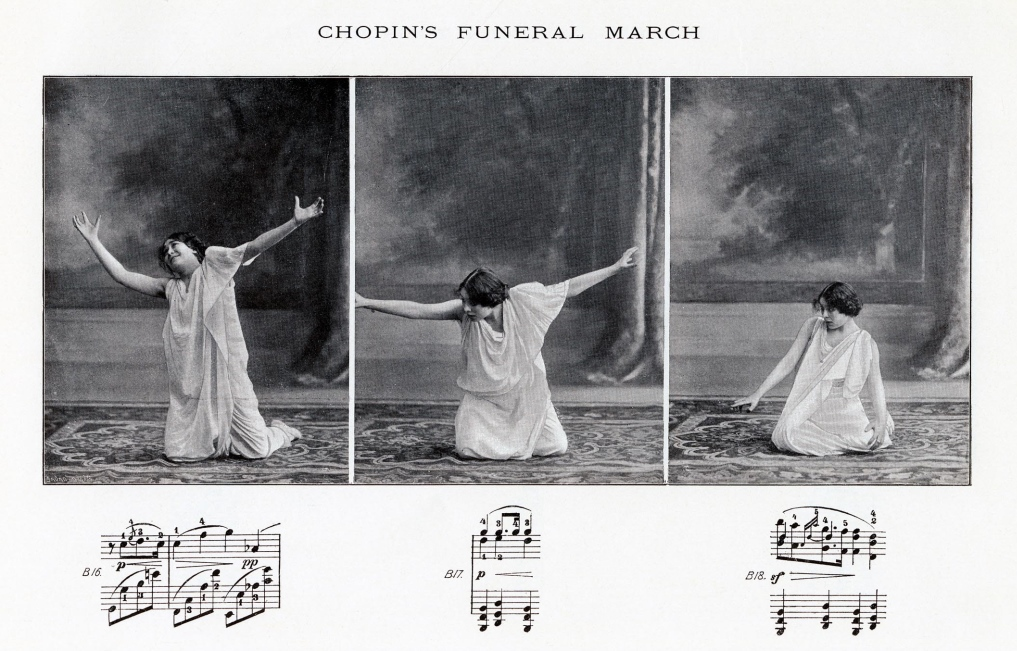
1904
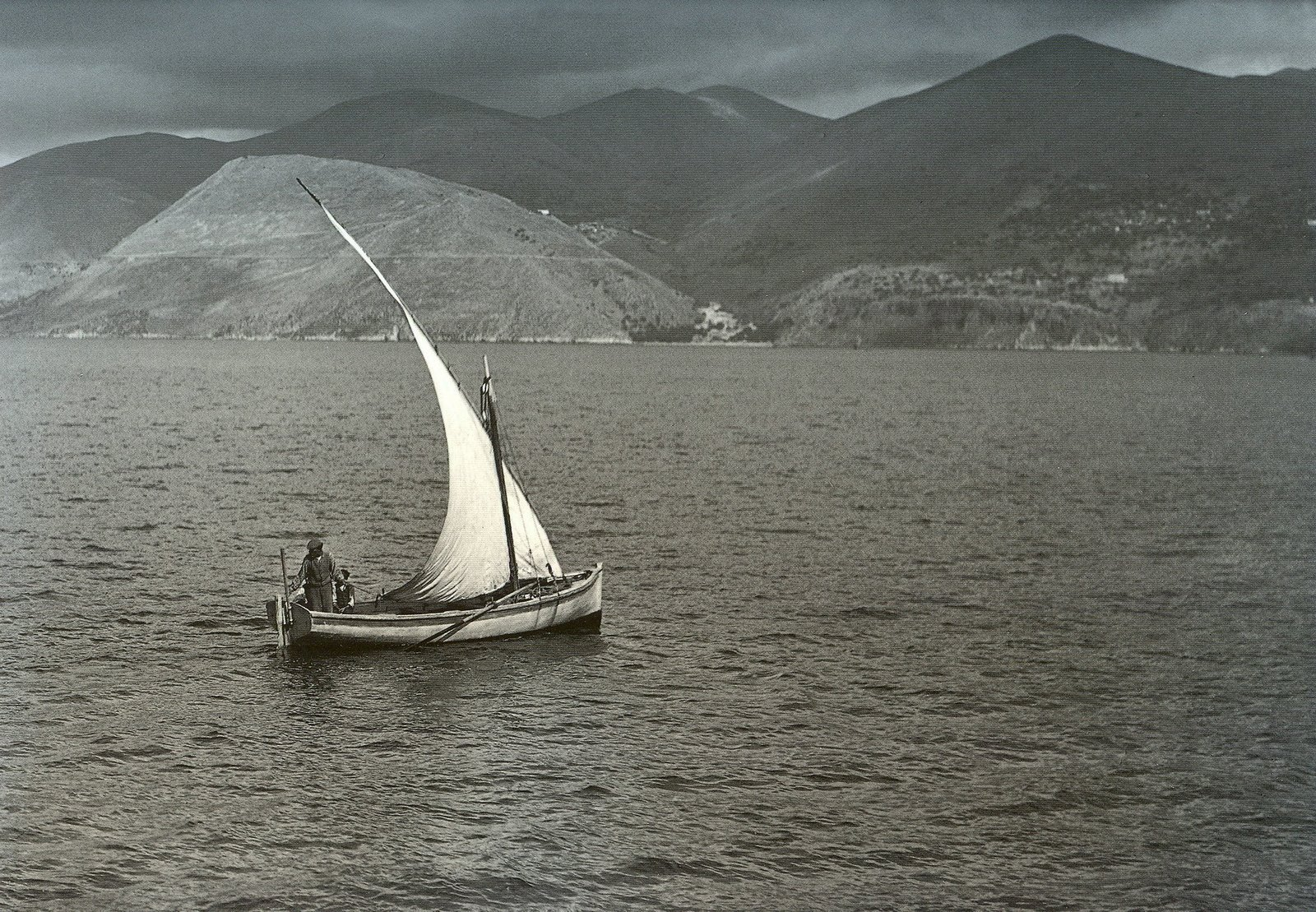
1903
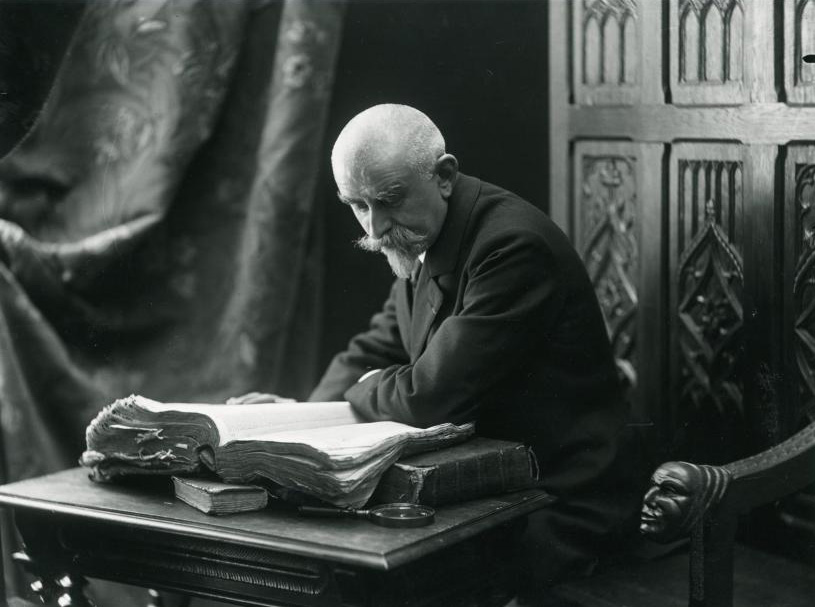
Francouzský spisovatel, literární a výtvarný kritik Joris Karl Huysmans, 1900
St Georges Castle Preveza Boissonnas, 1913
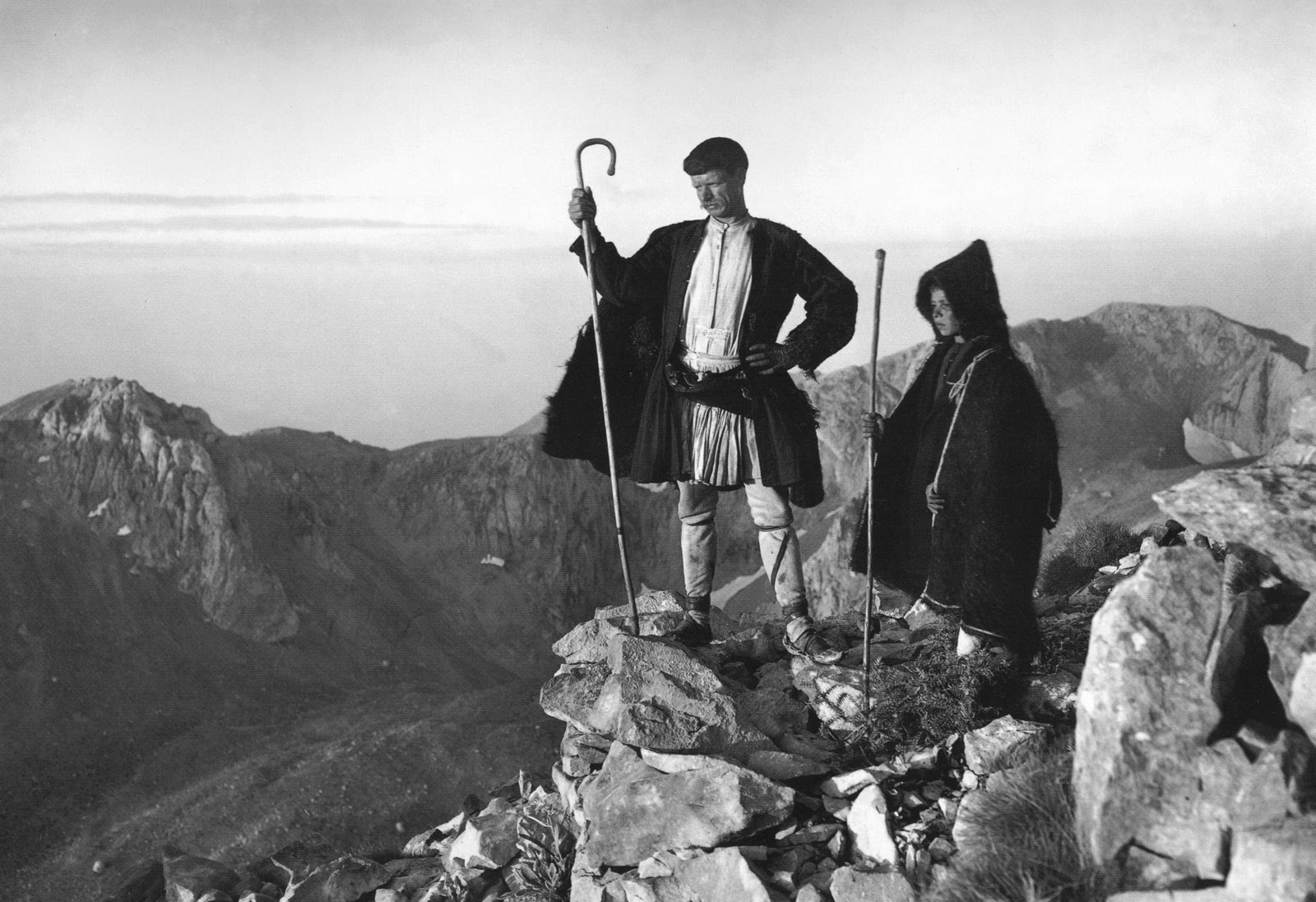
Parnassos shepherds, Attica, 1903
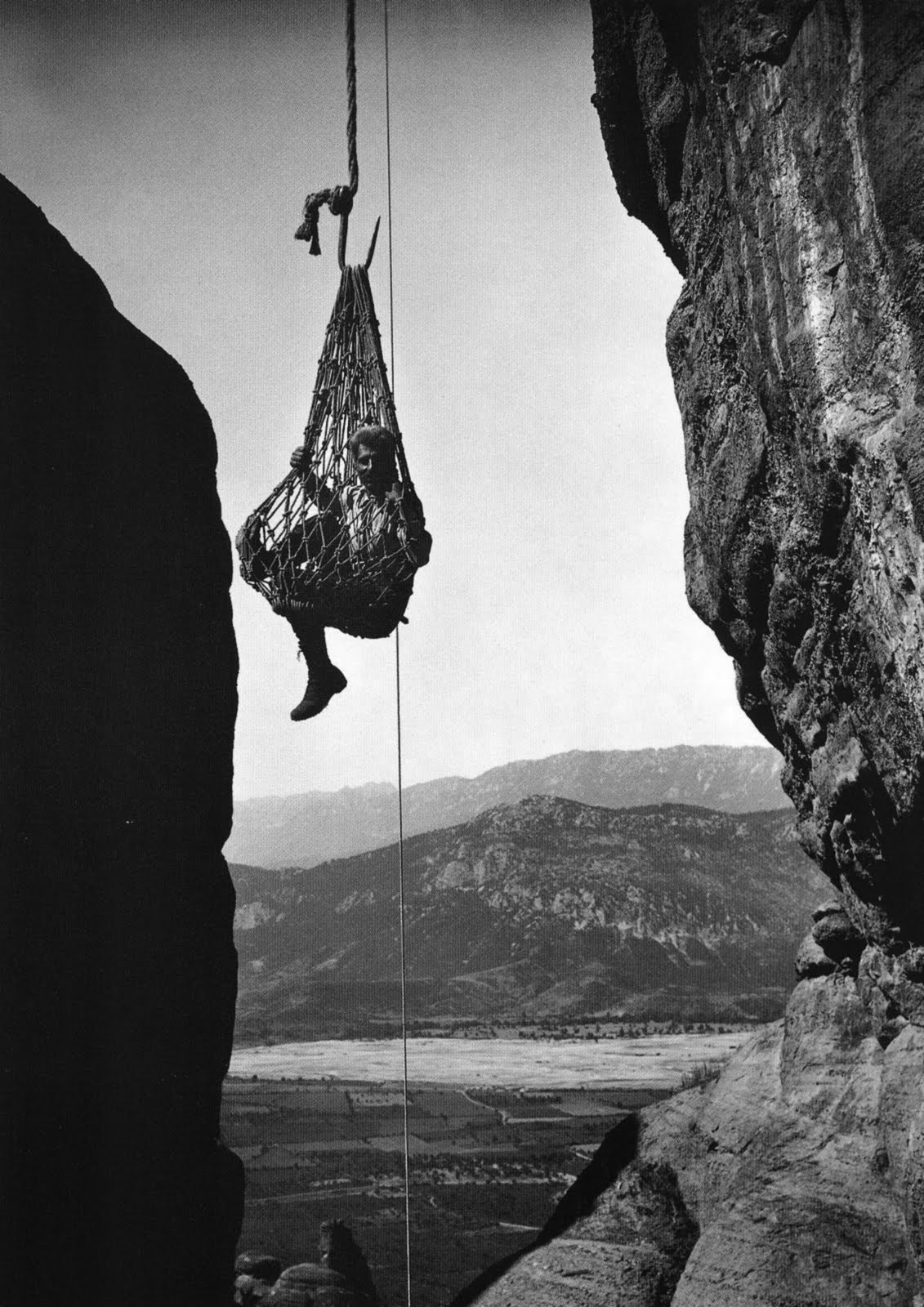
Meteora net lift, Greece, 1908
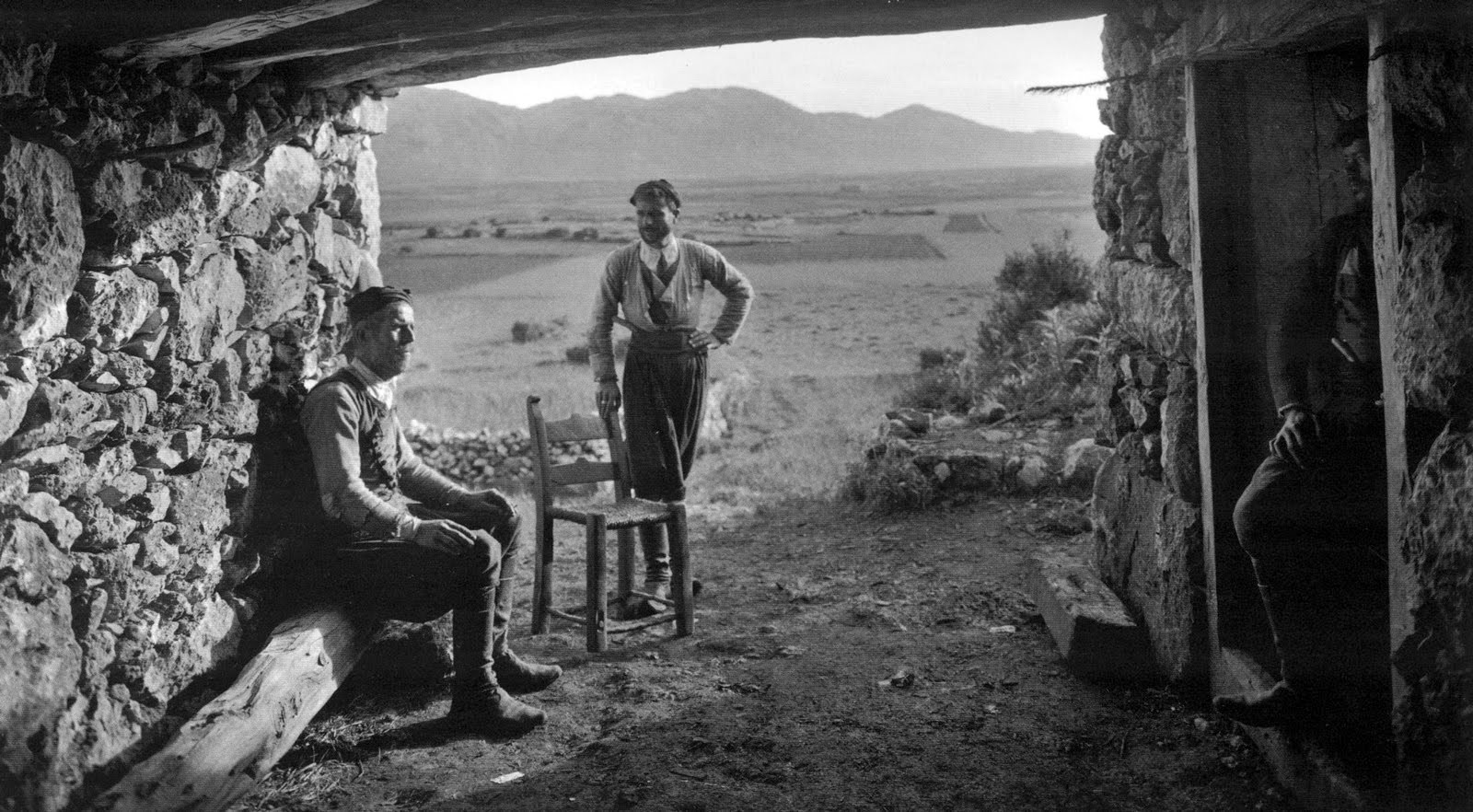
Omalos villagers, Crete, 1911
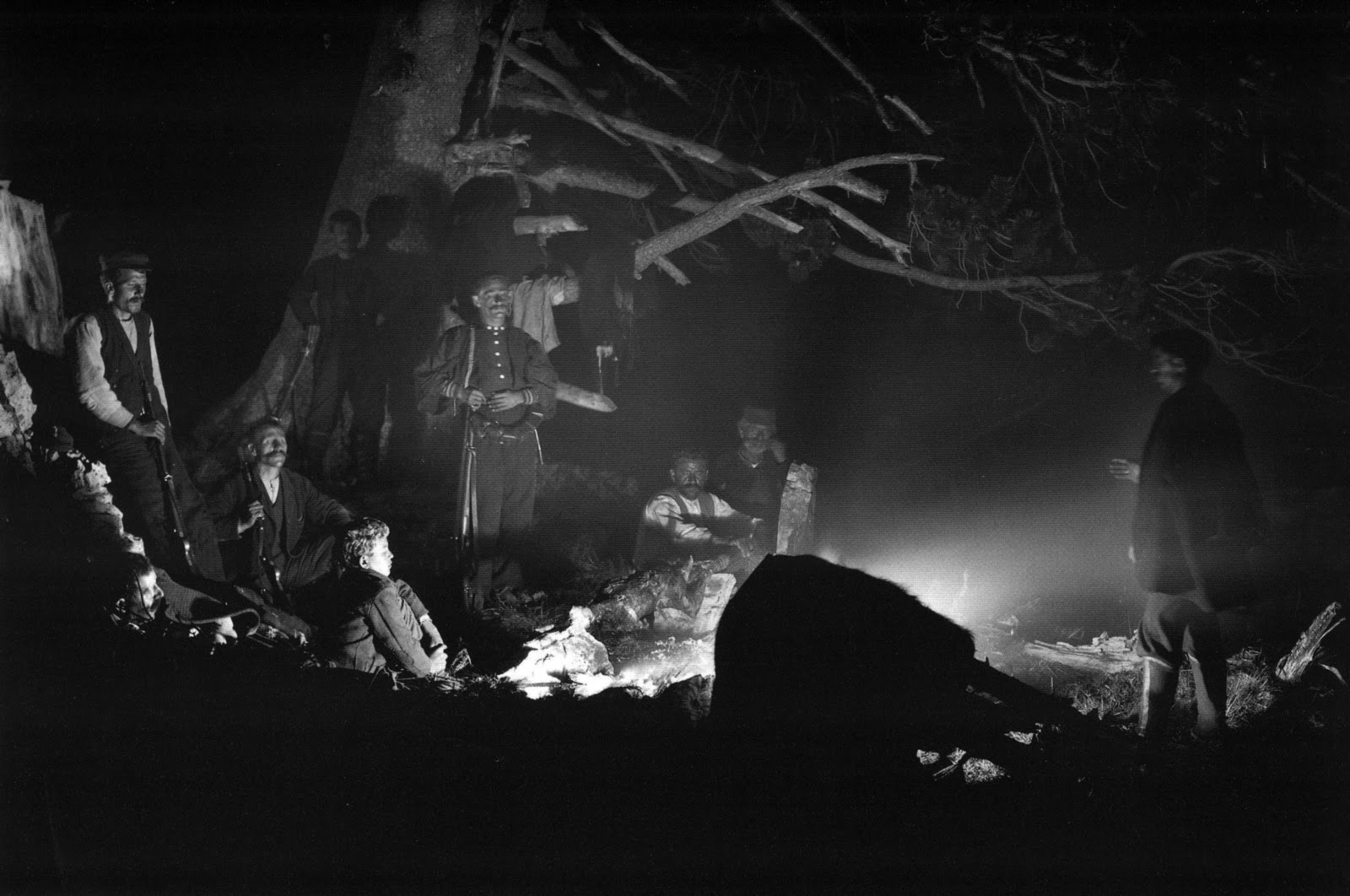
Mount Olympus shepherds, Greece, 1914
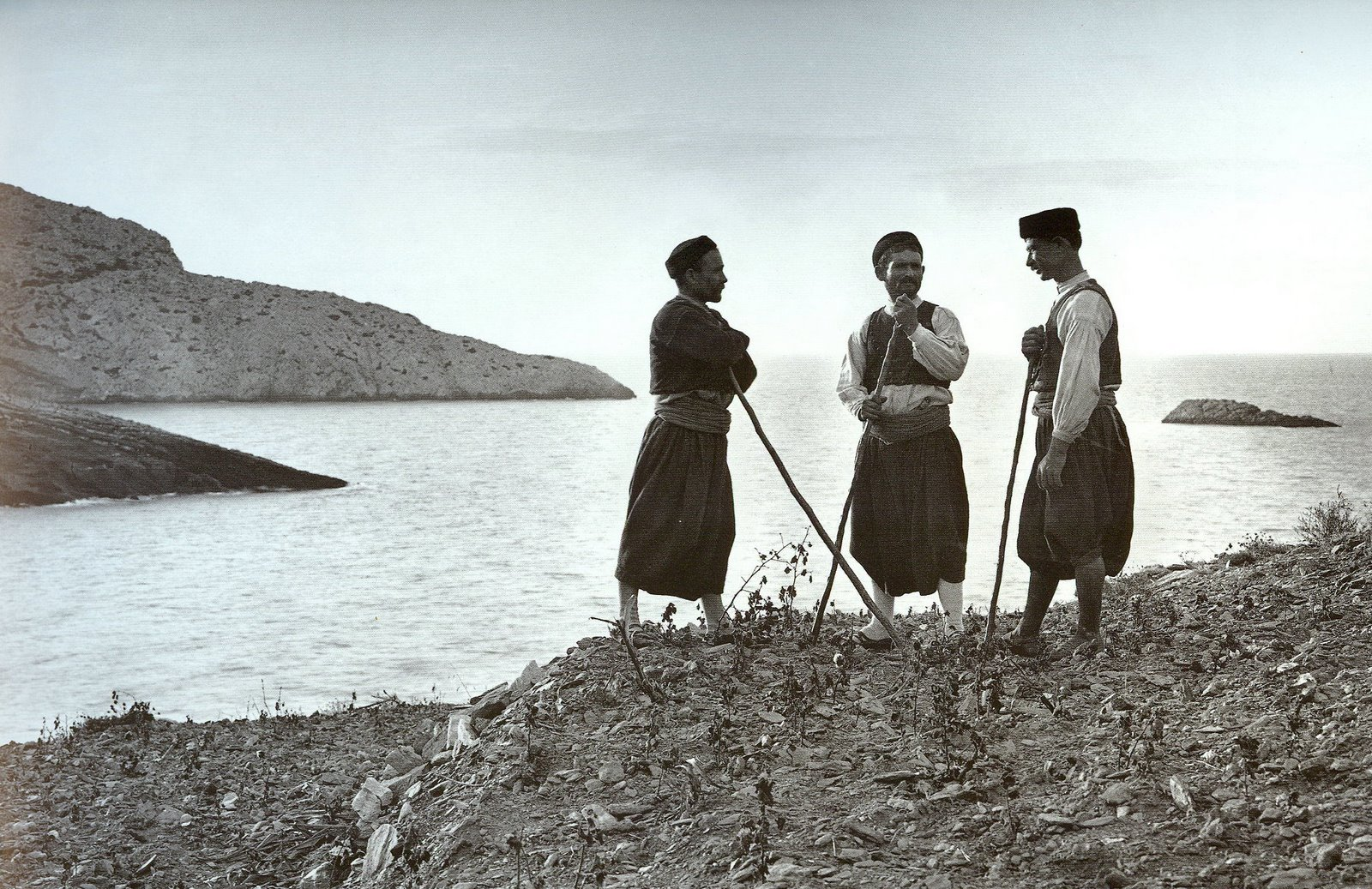
Řecko, 1918
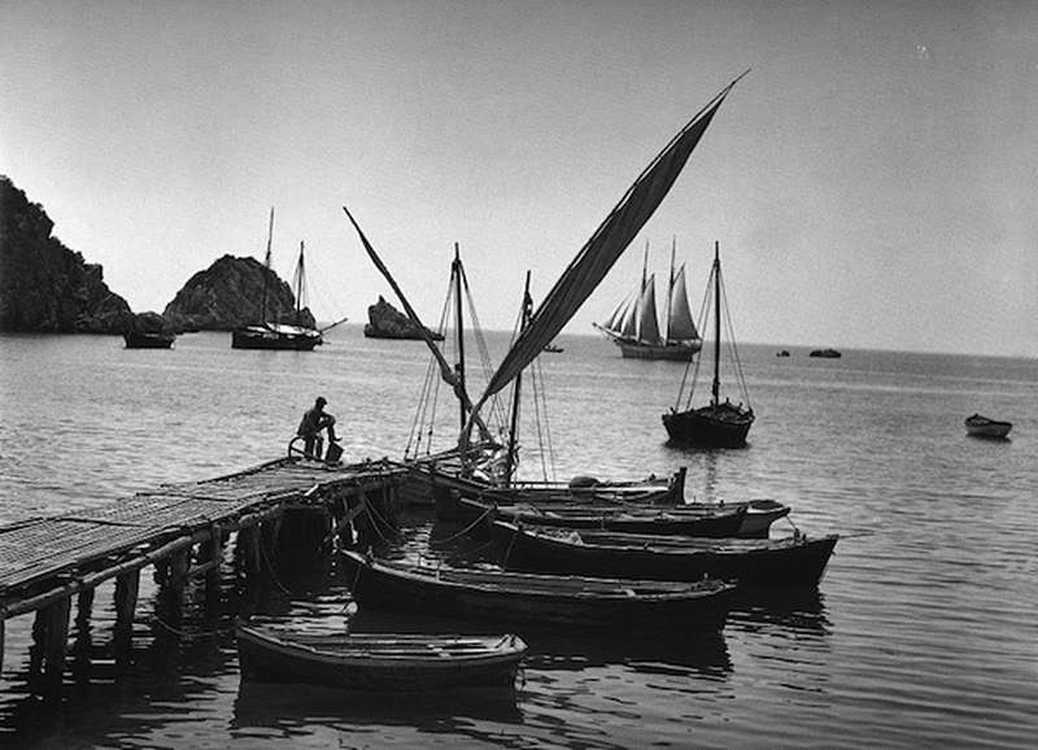
The port of Parga, 1913
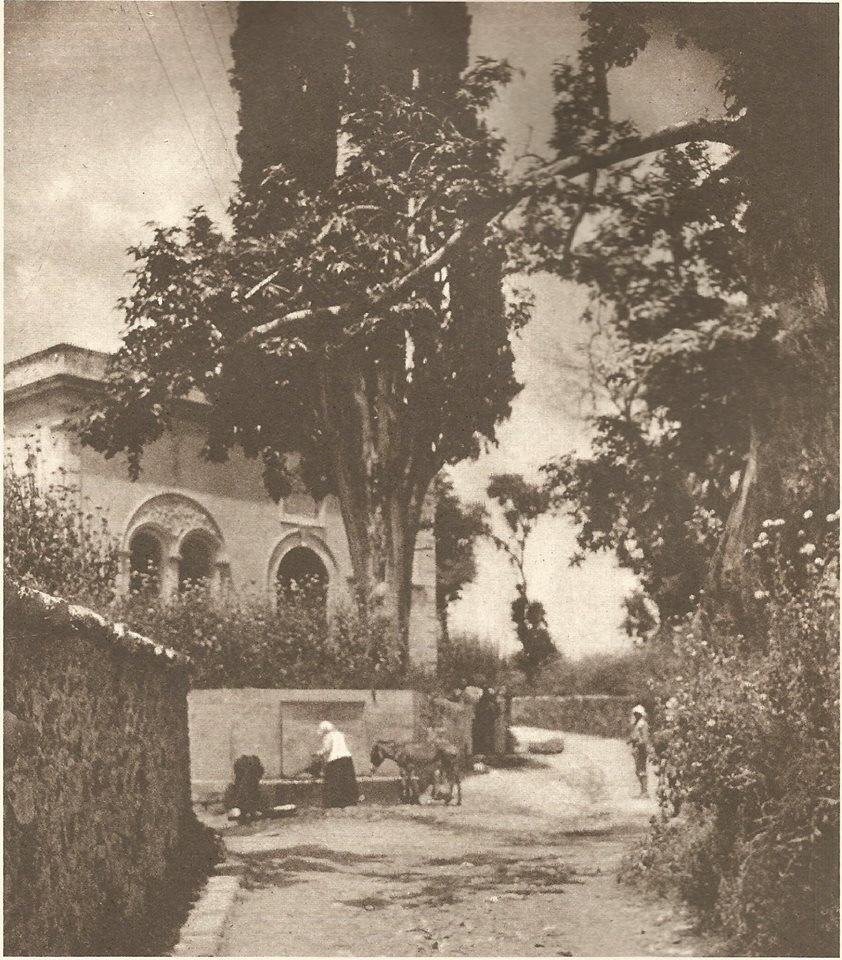
Frédéric Boissonnas Tomb of Evrenos in Giannitsa
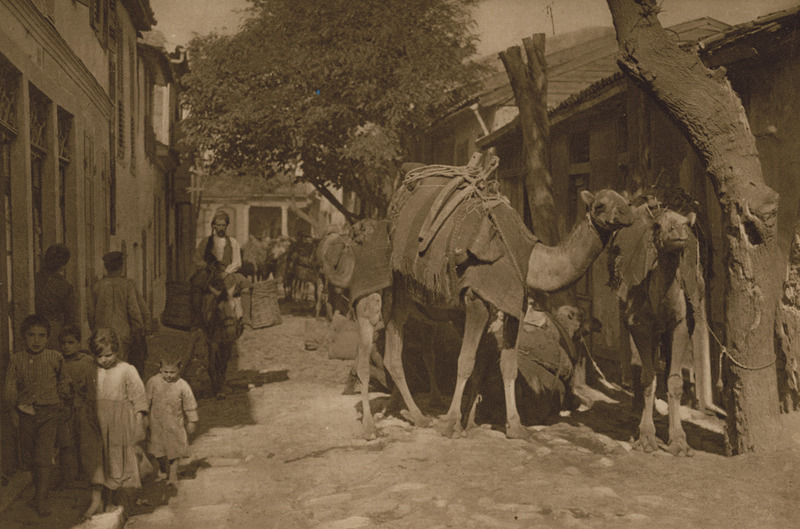
Quartier marchand du centre, 1919
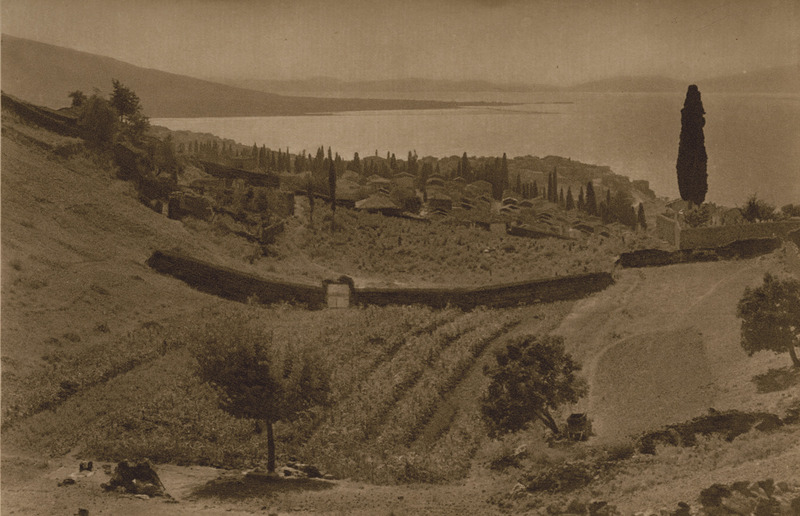
Le golfe de Smyrne, 1919
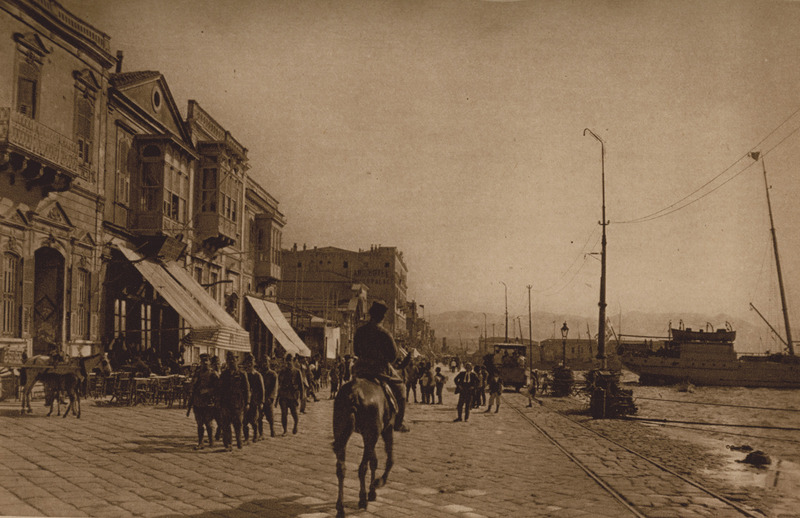
Les Quais, 1919
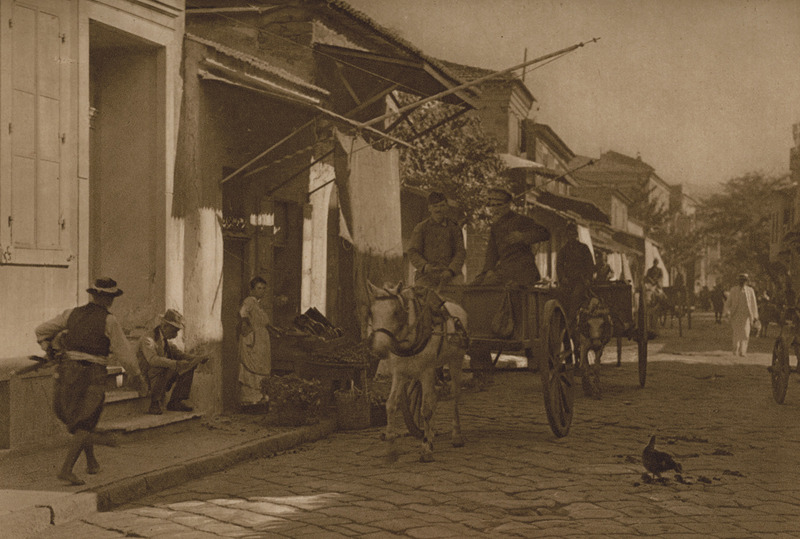
Dans le quartier du centre, 1919
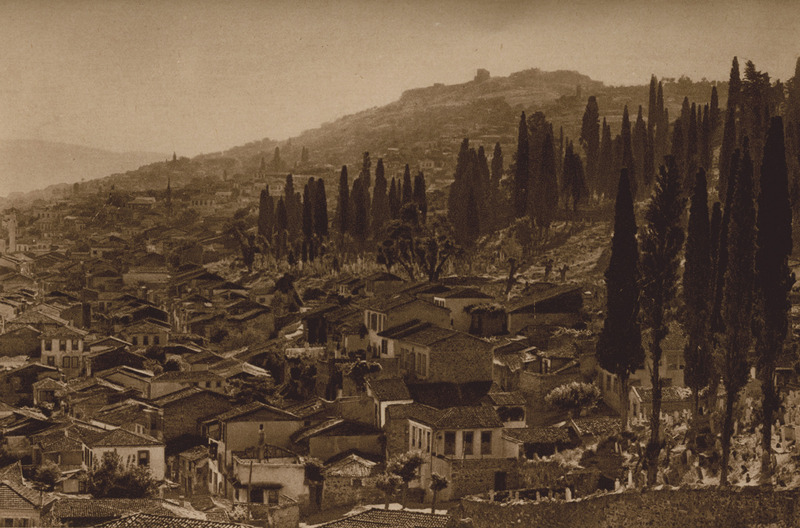
Le Quartier et les cimetières Turcs, 1919
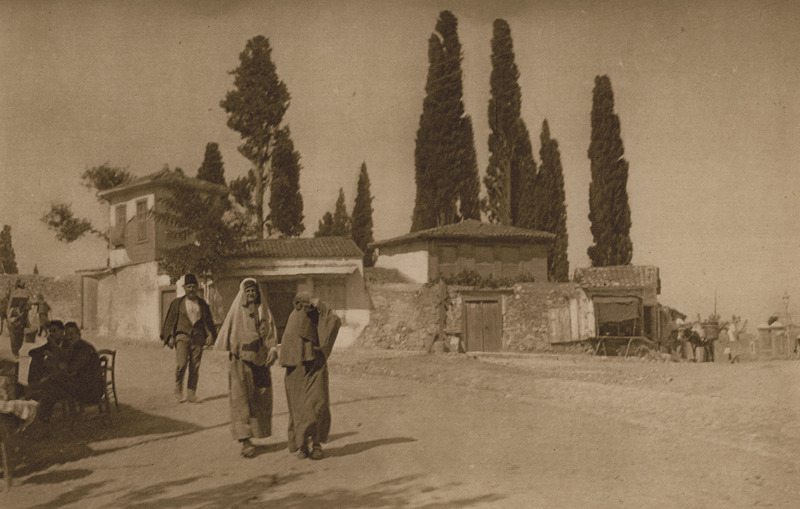
Dans le haut quartier Turc, 1919
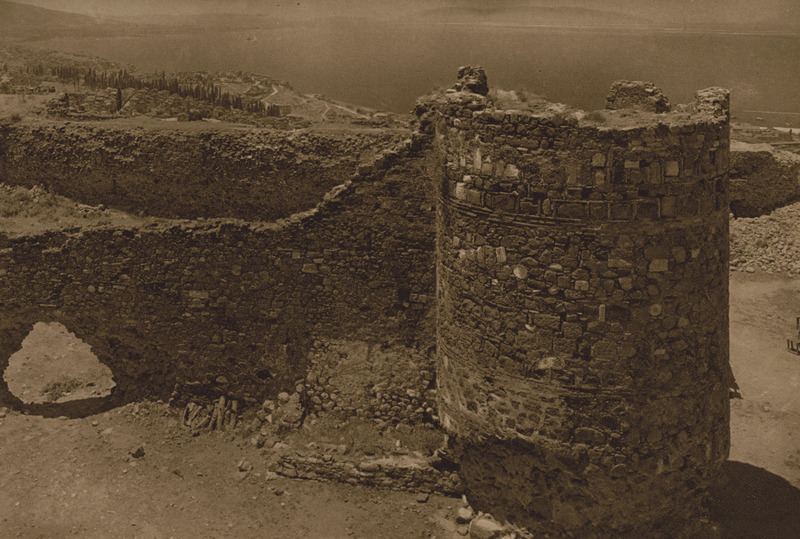
La forteresse du mont Pagus, 1919
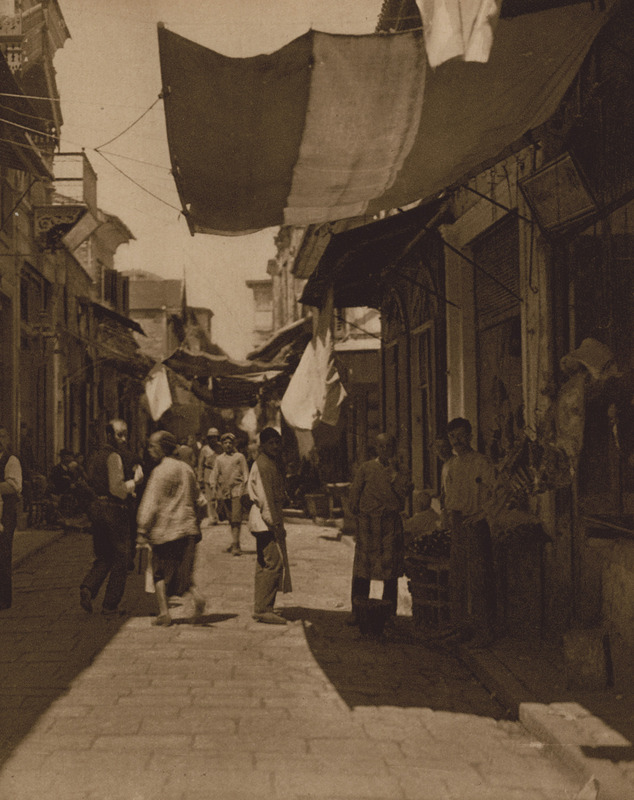
Une rue du Bazar, 1919
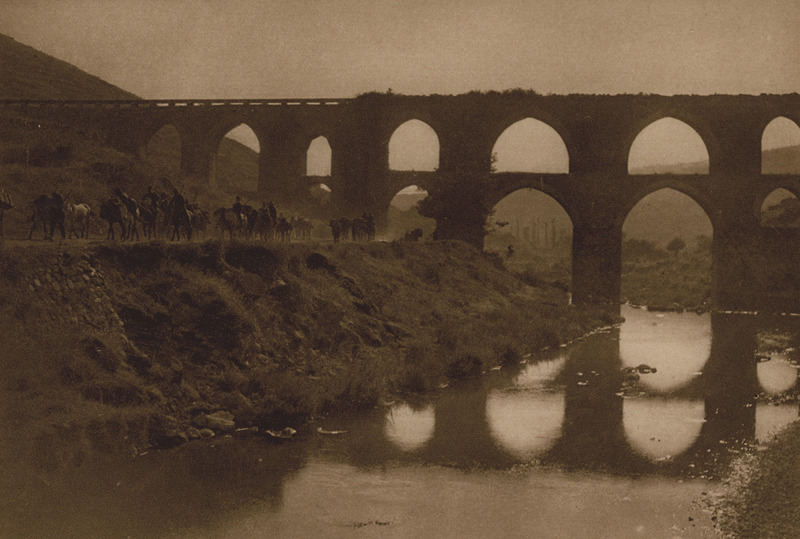
Le petit aqueduc, au prophète Élie, 1919